# Guidobaldo del Monte

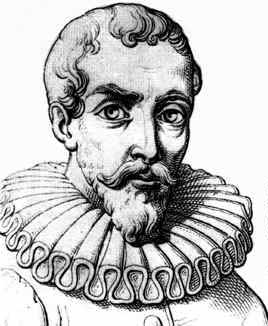
Guidobaldo del Monte.

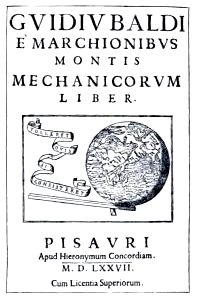
Buchumschlag Mechanicorum Liber, Pesaro 1577

Guidobaldo del Monte (* 11. Januar 1545 in Pesaro; † 6. Januar 1607 in Mombaroccio; auch Guidobaldo dal Monte) war ein italienischer Mathematiker, Philosoph und Astronom der Renaissance.

## Leben
Guidobaldo del Monte, geboren in Pesaro, wurde in die wohlhabende Familie Del Monte Santa Maria aus Urbino hineingeboren. Sein Vater Ranieri war ein geachteter Soldat und Autor zweier Werke über Militärarchitektur (Befestigungen). Er wurde von Herzog Guidobaldo II. von Urbino zum Marchese del Monte gemacht, ein Titel, den Guidobaldo erbte.
Ab 1564 studierte del Monte Mathematik an der Universität zu Padua. Über einen Abschluss ist nichts bekannt, dergleichen war aber für wohlhabende Adlige auch nicht nötig und nicht üblich. In Padua befreundete er sich mit dem Dichter Torquato Tasso, den er womöglich schon aus Urbino kannte, wo dieser aufgewachsen war. Anschließend nahm del Monte an den Türkenkriegen in Ungarn teil, die offiziell 1568 endeten. Danach befasste er sich mit dem Studium von Mathematik, Mechanik, Astronomie und Optik. Um 1588 inspizierte er im Auftrag des Großherzogs der Toskana die dortigen Befestigungswerke. 1590 zog er sich in sein Schloss zurück, wo er sich der Forschung widmete.
Guidobaldo del Monte war ein jahrzehntelanger Freund und Gönner von Galileo Galilei; er spielte eine wichtige Rolle bei dessen Berufung nach Pisa und Padua und korrespondierte mit ihm. Befreundet war er auch mit Federico Commandino, bei dem er in Urbino Mathematik studiert hatte, und mit Bernardino Baldi, der etwa zur selben Zeit wie er Schüler von Commandino war.

## Werk
Sein erstes Werk Mechanicorum liber (1577) galt seiner Zeit als das wichtigste Werk dieser Art seit der Antike. Es vertritt die Rückkehr zu den Prinzipien Archimedes und trat für mathematische Strenge ein. Guidobaldi unterschied streng zwischen Dynamik und Statik, deren Trennung erst Galilei überwand. Das Buch hatte aber Einfluss auf Galilei, auch wenn es zum Beispiel in der Behandlung von Gewichten auf der schiefen Ebene wieder hinter Jordanus Nemorarius zurückfiel. Er kritisiert auch zeitgenössische Mathematiker wie Tartaglia in der Behandlung der Mechanik. Es finden sich auch gute statische Analysen zum Beispiel von Flaschenzügen nach den Hebelsgesetzen.
Er führte vor 1601 ein Experiment zur Bestimmung der Bahnform von Geschoßprojektilen aus, ähnlich dem, das Galilei in seinen Discorsi beschrieb. Er nahm eine Parabelform der Bahn an.
Er befasste sich mit der Brechung von Licht in Wasser, veröffentlichte dies aber nicht zu Lebzeiten. Del Monte war an den unterschiedlichsten Maschinen interessiert, zum Beispiel befasste er sich mit Archimedischen Schrauben zur Wasserförderung. Mit seinem Lehrer Commandino verbesserte er den Proportionalzirkel.
Del Monte schrieb zwei Werke über Astronomie: Planisphaeriorum (1579) und Problematum astronomicorum (1609).
Sein Werk über die Perspektive Perspectivae libri sex (1600) gilt als das beste Werk der Renaissance zu diesem Thema.